# Janics Kálmán
Janics Kálmán (Vágkirályfa, 1912. december 29. – Vágkirályfa, 2003. augusztus 20.) történész, orvos, a szlovákiai magyarság meghurcoltatásának tényfeltáró írója.

## Élete
1931-ben érettségizett a pozsonyi magyar gimnáziumban, majd 1937-ben orvosi diplomát szerzett a pozsonyi egyetemen. 1937–1942 között előbb Trencsénben, majd Komáromban volt kórházi alorvos, majd pedig 1943–1945 között katona. 1945-ben Nádszegen, 1946–1949 között Jolsván lett magánorvos, majd 1949–1978 között városi orvos. 1978-ban A hontalanság évei című könyvének svájci megjelentetése miatt kitiltották a Rozsnyói járásból, ezért visszaköltözött szülőfalujába, és 1989-ig a vágsellyei Duslo, illetve Hydrostav vállalat orvosa volt.
Az 1989-es rendszerváltáskor aktív közéleti szerepet vállalt, egyik alapítója és tiszteletbeli elnöke lett a Magyar Kereszténydemokrata Mozgalomnak. 1990–1992 között parlamenti képviselő volt.
1936-tól publikált, cikkei azonban 1945–1968 között Csehszlovákiában politikai okokból nem jelenhettek meg. 1945 őszén, illetve 1950 nyarán vizsgálati fogságba is került. 1968–1970 között számos tényfeltáró cikket publikált csehszlovákiai magyar lapokban a szlovákiai magyarság 1945 utáni megpróbáltatásairól és a nemzetiségi kérdésről. Ezek után a Csemadok Központi Bizottsági tagságából visszahívták. A hontalanság évei megjelenése után pedig az ŠtB is megfigyelte.
Vágkirályfán mellszobrot állítottak az emlékére.

## Elismerései
- Bethlen Gábor-díj (1988)
- Pro Probitate – A Helytállásért Díj (1998)
- A Magyar Köztársasági Érdemrend középkeresztje (1998)

## Művei
- 1939 Válságunk felvidéki szemmel. Új Élet, 1939
- A hontalanság évei. A szlovákiai magyar kisebbség a második világháború után, 1945–1948; bev. Illyés Gyula; Európai Protestáns Magyar Szabadegyetem, München–Bern, 1979
- A hontalanság évei. A szlovákiai magyar kisebbség a második világháború után, 1945–1948; bev. Illyés Gyula; 2., jav. kiad.; Európai Protestáns Magyar Szabadegyetem, München–Bern, 1980
- Szemfényvesztés a Kutyaszorítóban. Audiatur et altera pars!; Ideiglenes, Bp., 1986 (szamizdat)
- A hontalanság évei. A szlovákiai magyar kisebbség a második világháború után, 1945–1948; bev. Illyés Gyula; 3. jav., 1. magyarországi kiad.; Hunnia, Bp., 1989
- A hontalanság évei. A szlovákiai magyar kisebbség a második világháború után, 1945–1948; bev. Illyés Gyula; Madách, Pozsony, 1992 (angolul: 1982; szlovákul: 1994)
- 1993 A kassai kormányprogram és a magyarság "kollektív bűnössége". Bratislava
- Eltévedtünk Európában? Publicisztikai írások, 1989–1993; Madách-Posonium, Pozsony, 1994

## Külső hivatkozások
- A (cseh)szlovákiai magyarok lexikona 1918-tól[halott link]
- riport
- ujszo:Janics Kálmán kilencvenéves
- Janics Kálmán küzdelme a szlovák történetírás önigazoló ferdítéseivel